# Los conejitos Bellflower
Los Conejitos Bellflower (inglés: The Bellflower Bunnies, francés: La Famille Passiflore) es una serie animada basada en los libros de La Familia Pasaflor creados por Genevieve Huriet. La serie, de origen francés y canadiense, debutó en diciembre del año 2001 en la cadena TF1 de Francia y finalizó producción en 2007 con 52 episodios en total.
La serie se centra en las aventuras de la familia de conejos Bellflower, compuesta por Papá Bramble, la tía Zinia, y los 5 conejitos: Poppy, Violette/Pirkette, Periwinkle, Mistletoe y Dandelion.

## Producción de la serie
La serie fue primeramente producida por TF1 y su subsidiaria, Protecrea, junto con TVA International de Montreal y Melusine de Luxemburgo. El director de la serie fue Moran Caouissin, un animador que trabajó en la película de Disney, Patoaventuras La Película: El Tesoro de la Lámpara Perdida. La producción empezó en el año 2000.
A partir del 2004, la serie fue producida por Euro Visual, Tooncan, Megafun, Big Cash, Dragon Cartoon y Disney Television France. La serie ahora tenía como director a Eric Berthier, y como compositor de la serie a Alice Willis.

## Transmisión
La serie se ha emitido en la versión francesa de Disney Junior, en CBC Television en Quebec, en Portugal a través de RTP Acores y en YLE TV2 en Finlandia.
En Latinoamérica y Brasil, la serie fue emitida por Boomerang del 2 de octubre de 2006 hasta el 1 de marzo de 2007, posteriormente fue reemitida entre el 4 de junio y el 28 de diciembre de 2007. Desde entonces no se ha vuelto a emitir.

## Personajes
- Poppy (francés:Romarin) Es el conejito mayor y el más inteligente del grupo, en los libros originales raramente se le ve sin un libro en sus manos.
- Pirkette (francés:Pirouette, inglés:Violette). La única niña del grupo, es considerada la líder, aunque en algunas ocasiones sus ideas meten en problemas a los otros conejitos. En el doblaje latinoamericano su nombre le fue cambiado a Pirkette, siendo el único personaje al que se le cambió el nombre en el doblaje latinoamericano.
- Periwinkle (francés:Agaric) es un chico tímido y probablemente es el segundo más chico de la familia (después de Dandelion), entre sus peculiaridades destacan el que no sabe bailar, y que fue el único al que la mudanza del primer capítulo afectó.
- Mistletoe (francés:Mistouflet) es el conejito astuto de la familia, y junto a Pirkette, el que usualmente idea los planes.
- Dandelion (Francés:Dentdelion) el conejito más pequeño de la familia, pese a ser pequeño, ha demostrado en varias ocasiones su valentía.
- Papá Bramble: Es el padre de los conejitos, trabaja como granjero y es normalmente a quien los conejitos acuden para pedir ayuda. Según algunos sitios, su esposa (y la madre de los conejitos) murió al ser disparada por un cazador en el bosque, tras lo cual, la familia se muda con Zinia, su hermana.
- Tía Zinia: La hermana de Bramble y tía de los conejitos, es aparentemente más vieja que Bramble y le gusta mucho tejer, aunque es también buena haciendo muchas cosas.

Secundarios
- Pomy/Paumille: Una liebre quien aparece en 2 episodios de la serie, y es además la novia de Poppy, a quien conoce mientras este conduce una investigación sobre un ladrón. Es un poco más alta y unos años mayor que Poppy, y además tiene un aspecto de chica nerd.
- Pimpernelle: Antiguamente la vecina de la familia Bellflower, es una conejita aproximadamente de la edad de Periwinkle, quien es su amigo e interés romántico, tiende a ser algo ambiciosa.
- Gamba: Una conejita salvaje, quien vive en el bosque de Colina Blueberry con su abuelo, tiene más o menos la edad de Misteltoe y está enamorada de él, aparece en un par de episodios.
- Sylvester: Un conejo de angora a quien Poppy conoce en "Kazoar el ogro", y lo ayuda a recolectar una col como regalo para Pirkette.

## Lista de episodios
NOTA: Algunos títulos no son los oficiales de Latinoamérica y han sido traducidos del original francés,
- Temporada 1(4 episodios, 2001)
- 1.La Mudanza
- 2.El Carnaval
- 3.Conejitos Englobados
- 4.Deslízate
- Temporada 2(22 episodios, 2004-2005)
- 5.La hazaña de la tía Zinia
- 6.Los Bellflower conducen la investigación
- 7.Donas de Manzana
- 8.La navidad de los Bellflower
- 9.Un jardín para Dandelion
- 10.El invento de Papá Bramble
- 11.Kazoar el ogro
- 12.Lección de música
- 13.El primer baile de Periwinkle
- 14.Dandelion y la marmota bebé
- 15.La llave de la felicidad
- 16.Pirkette, la reina de la rampa
- 17.Amor a primera vista
- 18.El faro encantado
- 19.Dandelion y el cine
- 20.Periwinkle y el médico brujo
- 21.El monstruo del lago Blueberry
- 22.El secreto de Papá Bramble
- 23.Gamba viene a casa
- 24.La academia de la ciencia
- 25.Al rescate del manantial
- 26.Una niñera excepcional
- Temporada 3(26 episodios, 2007)
- 27.Pirkette el hada
- 28.El conejo mágico
- 29.Un misterio del bosque
- 30.El tesoro oculto
- 31.El meteorito robado
- 32.Las vacaciones de Mistletoe
- 33.Los Bellflower y las gallinas
- 34.Los Bellflower a la mar
- 35.El perfume del amor
- 36.Pirkette y la cigüeña
- 37.La expedición glaciar
- 38.El violín roto
- 39.La reina de los piratas
- 40.Tormenta en Colina Blueberry
- 41.Archie y compañía
- 42.Conejitos Inventores
- 43.Los Delicados
- 44.Los Bellflower unidos
- 45.El restaurante de la Tía Zinia
- 46.El Conejosaurio
- 47.El Elegido
- 48.Romeo y Pirkette
- 49.El Carrusel
- 50.Muñeco de trapo
- 51.La piedra lunar
- 52.Fabiola la dulce